# رایان مندس
رایان مندس (انگلیسی: Ryan Mendes؛ زادهٔ ۸ ژانویهٔ ۱۹۹۰) بازیکن فوتبال اهل کیپ ورد است.
از باشگاه‌هایی که در آن بازی کرده‌است می‌توان به باشگاه فوتبال ناتینگهام فارست، باشگاه فوتبال لیل، و باشگاه فوتبال لو آور اشاره کرد.
وی همچنین در تیم‌های ملی فوتبال  زیر ۲۱ سال کیپ ورد و کیپ ورد بازی کرده‌است.